# Byway-Gletscher
Der Byway-Gletscher ist ein Gletscher unweit der Loubet-Küste des Grahamlands auf der Antarktischen Halbinsel. Er fließt vom Slessor Peak in westlicher Richtung und mündet in die Nordflanke des Erskine-Gletschers.
Luftaufnahmen der Hunting Aerosurveys Ltd. aus den Jahren von 1955 bis 1957 dienten dem Falkland Islands Dependencies Survey für eine Kartierung. Das UK Antarctic Place-Names Committee benannte ihn 1958 so, da er sich weniger gut als der Erskine-Gletscher zum Befahren mit Hundeschlitten eignet.